# WENELA
A WENELA, nome pela qual é popularmente conhecida em Moçambique a Witwatersrand Native Labor Association (WNLA) foi uma empresa fundada em 1901 pela indústria mineira sul-africana com o objectivo de recrutar trabalhadores para as sua minas. A empresa expandiu a sua actividade a quase toda a África Austral, detendo os seus próprios depósitos e meios de transporte, além de clínicas e escolas.
Desde a sua abertura que as minas de ouro sul-africanas se debatiam com falta de mão-de-obra e Moçambique era uma fonte próxima havendo vários acordos entre os governos sul-africanos e o colonial português. Regista-se assim, o Acordo de 1897 entre Portugal e o Transvaal. O Modus Vivendi de 1901, um acordo secreto, outorgou o monopólio do recrutamento de mão-de-obra moçambicana à recém constituída WENELA, um monopólio que duraria até 1965, quando o governo colonial permitiu a entrada de três firmas de capitais portugueses no negócio. Este acordo foi formalizado por uma convenção em 1909 e actualizado por um acordo em 1928. De notar que os acordos limitavam o recrutamento pela WENELA ao território Moçambicano a sul do paralelo 22º sul, embora tenha havido recrutamento a norte dessa linha pela Companhia do Niassa entre 1903 e 1913. Também limitaram o recrutamento anual de moçambicanos a 100 000 mineiros, número que foi, no entanto, ultrapassado em 1975 com 115 309.
A independência reduziu significativamente o fluxo de moçambicanos, contando-se apenas 32 803 em 1976. Em 1977 a WLNA fundiu-se com a NCR (uma empresa de recrutamento de mão-de-obra interna da África do Sul), tendo como resultado a criação da TEBA (The Employment Bureau of Africa)